# Ella Lee

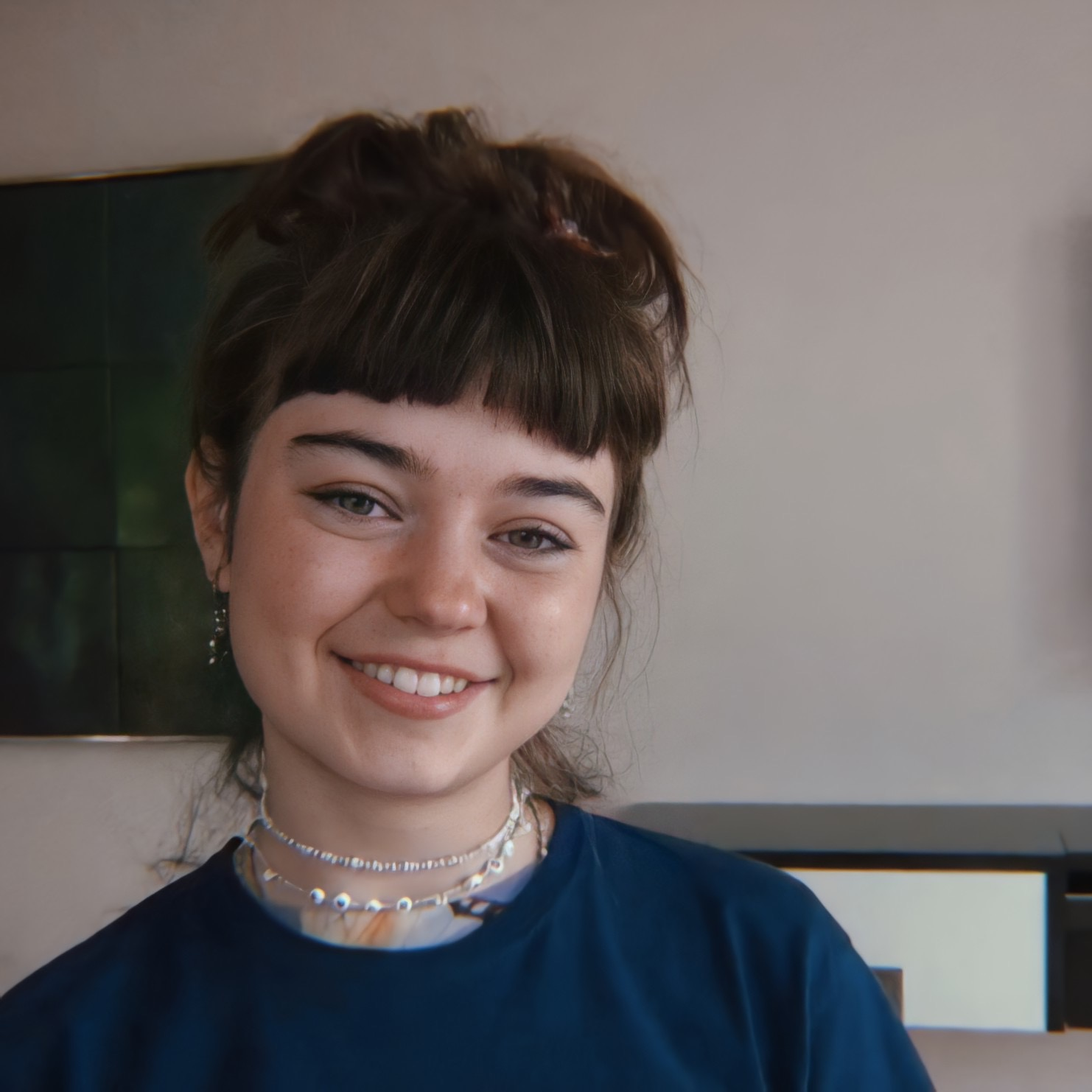

Ella Lee (* 2003 in Berlin) ist eine deutsche Schauspielerin.

## Leben
Internationale Bekanntheit erlangte Lee 2017 durch ihre Rolle als Hannah Kahnwald in der Netflix-Serie Dark. Zuvor konnte man sie in ihrer ersten Kinorolle als June in Hanni & Nanni – Mehr als beste Freunde sehen. 2019 nahm sie an der RTL-II-Show Big Bounce – Die Trampolin Show teil.
Im Juli 2021 schloss sie ihr Abitur ab. Im Oktober 2022 begann sie ein Studium an der Universität für Musik und darstellende Kunst Wien.

## Filmografie (Auswahl)
- 2017: Hanni & Nanni – Mehr als beste Freunde
- 2017–2020: Dark (Fernsehserie, 7 Folgen)
- 2017: Der Kriminalist – Schatten der Nacht (Fernsehserie)
- 2019: Eine Hochzeit platzt selten allein (ARD-Fernsehfilm)
- 2020: Letzte Spur Berlin – Filippas Welt (Fernsehserie)
- 2020: SOKO Potsdam – Tag X (Fernsehserie)
- 2020: Clueless in Ireland
- 2020: Mirella Schulze rettet die Welt (Fernsehserie)
- 2020: Furia
- 2021: Sprachlos in Irland
- 2022: Lauchhammer – Tod in der Lausitz (Fernsehminiserie, 6 Folgen)
- 2022: Safe (Fernsehserie, 4 Folgen)
- 2022: Klima retten für Anfänger
- 2023: Käthe und ich: Freundinnen für immer (Fernsehreihe)
- 2023: Unsere wunderbaren Jahre (Fernsehserie, 6 Folgen)
- 2024: Der Buchspazierer
- 2024: WaPo Bodensee (Fernsehserie, Folge Engel lügen nicht)
- 2025: Drunter und Drüber – Chaos auf dem Friedhof (Fernsehserie)